# 笹倉慎介
笹倉 慎介（ささくら しんすけ、1981年3月15日 - ）は、日本のシンガーソングライター、文筆家。最新作は「Little Bug」(2022年）『Eテレ 0655』、『Eテレ 2355』（共にNHK E）では「小さな恋の物語」「顕微鏡で覗く世界」「球だから」「アポロニウスの円」の歌唱を担当。WOWOWにて放送された「TOKYO ROCK BEGINNINGS」では映画監督の堤幸彦氏より伝説のロックバンド「はっぴぃえんど」のデビューライブの再現を依頼され、大瀧詠一役として出演。Eテレ「ネコメンタリー 猫も、杓子も。」では、自身の音楽スタジオでの音楽ライフと愛猫トトとのドキュメンタリーが放送される。
静岡県富士宮市出身。東京都在住。父は作家の笹倉明。

## 作品
- Rocking Chair Girl（2008年）
- Country Made（2011年）EP
- Trek Trek（2012年 with John John Festival)
- Spring Has Come（2013年）
- 抱きしめたい（2014年 with 森は生きている）７inch
- Time Stream season１.２（2015年）
- OLD DAYS TAILOR (2018年 Old Days Tailor)
- Embankment（2021年)
- Little Bug (2022年）